# Негою (Хунедоара)
Негою (рум. Negoiu) — село у повіті Хунедоара в Румунії. Входить до складу комуни Лунка-Черній-де-Жос.
Село розташоване на відстані 306 км на північний захід від Бухареста, 40 км на південний захід від Деви, 104 км на схід від Тімішоари.

## Населення
За даними перепису населення 2002 року у селі проживала 241 особа, усі — румуни. Усі жителі села рідною мовою назвали румунську.